# النعیریه
النعیریه (به عربی: محافظة النعیریة) یک منطقهٔ مسکونی در عربستان سعودی است که در استان شرقی (عربستان سعودی) واقع شده‌است.